# Gabriel Soares (Ruderer)
Gabriel Soares (* 22. Januar 1997 in Brazil, Indiana) ist ein italienischer Leichtgewichts-Ruderer. Er war Olympiazweiter und Weltmeister.

## Karriere
Gabriel Soares startete 2015 bei den Junioren-Weltmeisterschaften das erste Mal international. Gemeinsam mit Danilo Amalfitano, Gergo Cziraki und Riccardo Jansen belegte er den sechsten Platz im Doppelvierer. Ein Jahr später startete er bei den U23-Weltmeisterschaften 2016 im Leichtgewichts-Doppelvierer. Nach dem Sieg im Halbfinale gewann er im Finale mit Alfonso Scalzone, Edoardo Buoli und Davide Magni die Bronzemedaille hinter den Booten aus Großbritannien und Deutschland. 2017 wechselte er mit Antonio Vicino in den Leichtgewichts-Doppelzweier. Die beiden konnten bei den U23-Weltmeisterschaften den Titel gewinnen, vor den Dänen und Spaniern. Mit Alfonso Scalzone als neuem Partner startete er beim zweiten Ruder-Weltcup der Saison 2018 in Linz/Ottensheim wieder im Leichtgewichts-Doppelzweier. Die beiden fuhren als Dritte im B-Finale über die Ziellinie und belegten damit in der Endabrechnung Platz neun. Anschließend gingen die beiden in derselben Bootsklasse auch bei der U23-Weltmeisterschaft an den Start. Mit dem Sieg im Halbfinale qualifizierten sie sich souverän für das A-Finale. Im Finale gewannen sie mit 37/100 Rückstand auf Spanien die Silbermedaille.
2019 wechselte er wieder in den Leichtgewichts-Doppelvierer und ging bei den Europameisterschaften an den Start. Zusammen mit Catello Amarante, Lorenzo Fontana und Alfonso Scalzone gewann er den Titel vor den Booten aus den Niederlanden und Frankreich. Beim zweiten Weltcup in Posen kam Niels Torre für Lorenzo Fontana ins Boot. In der neuen Besetzung gelang es ihnen, den Weltcup zu gewinnen. In derselben Besetzung wie bei den Europameisterschaften gingen sie bei den Weltmeisterschaften an den Start. Nach dem Sieg im Halbfinale gewannen sie im A-Finale die Silbermedaille hinter den Chinesen. Ein Jahr später startete er zusammen mit Catello Amarante, Antonio Vicino und Patrick Rocek bei den Europameisterschaften 2020. Es gelang ihm, den Titel im Leichtgewichts-Doppelvierer vor den Booten aus Deutschland und Österreich zu verteidigen. 2021 startete er im Leichtgewichts-Einer bei der Europameisterschaft im heimischen Varese. Im Finale gewann er hinter dem Ungarn Péter Galambos die Silbermedaille. Nachdem Soares bei den Europameisterschaften 2022 in München die Silbermedaille im Leichtgewichts-Einer hinter dem Griechen Antonios Papakonstantinou errudert hatte, siegte er bei den Weltmeisterschaften 2022 in Račice u Štětí vor dem Griechen. 2023 trat Soares zusammen mit Stefano Oppo im Leichtgewichts-Doppelzweier an. Bei den Europameisterschaften 2023 in Bled wurden sie Zweite hinter den Schweizern. Drei Monate später bei den Weltmeisterschaften in Belgrad gewannen die Iren vor den Schweizern und den Italienern. 2024 siegten die Schweizer bei den Europameisterschaften in Szeged vor Oppo und Soares, 0,23 Sekunden hinter den Italienern erreichte das norwegische Boot die Ziellinie. Bei den Olympischen Spielen in Paris hatten die irischen Olympiasieger über zwei Sekunden Vorsprung vor Oppo und Soares, 0,11 Sekunden hinter den Iren wurden die Griechen Dritte.

## Internationale Erfolge
- 2015: 6. Platz Junioren-Weltmeisterschaften im Doppelvierer
- 2016: Bronzemedaille U23-Weltmeisterschaften im Leichtgewichts-Doppelvierer
- 2017: Goldmedaille U23-Weltmeisterschaften im Leichtgewichts-Doppelzweier
- 2018: Silbermedaille U23-Weltmeisterschaften im Leichtgewichts-Doppelzweier
- 2019: Goldmedaille Europameisterschaften im Leichtgewichts-Doppelvierer
- 2019: Silbermedaille Weltmeisterschaften im Leichtgewichts-Doppelvierer
- 2020: Goldmedaille Europameisterschaften im Leichtgewichts-Doppelvierer
- 2021: Silbermedaille Europameisterschaften im Leichtgewichts-Einer
- 2022: Silbermedaille Europameisterschaften im Leichtgewichts-Einer
- 2022: Goldmedaille Weltmeisterschaften im Leichtgewichts-Einer
- 2023: Silbermedaille Europameisterschaften im Leichtgewichts-Doppelzweier
- 2023: Bronzemedaille Weltmeisterschaften im Leichtgewichts-Doppelzweier
- 2024: Silbermedaille Europameisterschaften im Leichtgewichts-Doppelzweier
- 2024: Silbermedaille Olympische Spiele im Leichtgewichts-Doppelzweier